# Oratorio di Santa Maria (Castelnuovo del Garda)
L'oratorio di Santa Maria è l'oratorio ed ex chiesa parrocchiale, di Castelnuovo del Garda, in provincia di Verona, vicino al lago di Garda. Risale al XIII secolo.

## Storia
La chiesa romanica di Santa Maria risulta documentata dal XIII secolo, quando la comunità di Castelnuovo (anticamente Castri Novi) la edificò come cappella sussidiaria della pieve di Sant'Andrea a Sandrà.
Ottenne dignità parrocchiale nel 1448, e in tal modo Castelnuovo si distaccò dal punto di vista della giurisdizione ecclesiastica dalla vicina Sandrà (che in seguito sarebbe divenuta sua frazione).
Attorno al 1630 soldati tedeschi, in quel periodo sul territorio veronese, svaligiarono la chiesa. Nel 1690 Papa Alessandro VIII, con una sua bolla, elevò la chiesa ad arcipretale.
Nel 1796, durante il periodo dell'invasione napoleonica in Italia, truppe francesi irruppero nella chiesa e rubarono suppellettili preziose e immagini sacre. 
Quando la nuova chiesa di Santa Maria, costruita accanto nel 1830, fu pronta, la primitiva chiesa romanica divenne sua sussidiaria e iniziò a svolgere il ruolo di oratorio.
Gli ultimi interventi che hanno interessato l'edificio risalgono al 2004, quando è stata restaurata la parte del tetto sulla cappella di Santa Maria.

## Descrizione
La chiesa è priva di facciata poiché quella originaria è stata inglobata nella nuova parrocchiale che le è stata costruita accanto. La torre campanaria è rimasta inalterata, in stile romanico, e svolge la sua funzione per il nuovo edificio. All'interno le pareti sono state decorate nel 1946 da Rino Saoncella.
La pavimentazione della sala è in marmo Botticino chiaro e marmo nero venato. Nel presbiterio la pavimentazione è in calcare rosato.